# Morro de Arica
El morro de Arica es un cerro costero, que tiene unos 130 metros de altura, emplazado al sur del espacio urbano de Arica, en la región de Arica y Parinacota, en el norte de Chile. Es el mayor referente turístico y simbólico de la ciudad. Fue declarado Monumento Nacional el 6 de octubre de 1971.
El morro ofrece una vista panorámica de la ciudad de Arica y de las playas del océano Pacífico. A su cumbre se accede en auto desde la calle Sotomayor y a pie por el sendero peatonal que nace al final de la calle Colón. En la cima se encuentran una plazuela con diferentes monumentos un museo de la guerra ya que en el morro hubo una batalla de la guerra del Pacífico y un balcón.

## Historia
El sector del faldeo norte del Morro de Arica se reconoce como un lugar de ocupación donde la cultura Chinchorro, quienes hicieron uso desde hace más de 5.000 años, logrando diferenciar áreas domésticas y extensos cementerios. Los predios Estanques de Agua Colón, ubicado en la intersección de calles Colón y Héroes del Morro; y las Reservas Arqueológicas N°1 y N°2, ubicadas en calle Iris Carrasco, forman parte del bien nominado en el expediente “Asentamientos y Momificación Artificial de la cultura Chinchorro”, para ser incluido dentro del listado de Patrimonio Mundial ante UNESCO.
Durante la Guerra de Pacífico, que se desarrolló entre los años 1879 y 1883, la conquista de Arica fue un desafío ineludible para las tropas chilenas, pues la toma de la ciudad pasaba necesariamente por la toma del Morro y del complejo defensivo aledaño a él. Por esta razón, esta acción es una de las más recordadas de la Guerra, por el arrojo y valor demostrado tanto por los soldados peruanos como por los chilenos; lo que ha convertido al Morro en un emblema de este conflicto.
La operación fue uno de los puntos más complejos para las tropas chilenas, dirigida por el coronel Pedro Lagos, se realizó el día 7 de junio de 1880. El asalto y toma del morro fue una acción netamente de infantería; no se impusieron las armas de fuego propiamente sino más bien el valor personal y la resistencia física de los soldados, que utilizaron fundamentalmente bayonetas, combatiendo cuerpo a cuerpo. El enfrentamiento dejó un saldo de 1.500 víctimas fatales entre las huestes peruanas, lo que equivale a un 60% del total del contingente apostado en el lugar. Uno de los caídos fue el coronel Francisco Bolognesi, Jefe de la Plaza de Arica. Entre los chilenos cayó algo más del 10% de los más de 4.300 soldados que participaron en la acción. Tras la toma del morro, el Tratado de Ancón firmado en 1884 dio plena soberanía a Chile sobre la región. El Morro es hoy el hito más característico de la ciudad de Arica, siendo declarado Monumento Histórico en el año 1971. En la actualidad, el Museo Histórico y de Armas del morro de Arica, ubicado en su cima en el año 1974, cuenta la historia de este combate y de cómo esta ciudad pasó finalmente a formar parte del territorio chileno. Además, en el cerro se encuentran también un Mirador de la Virgen del Carmen levantado en 1910, en donde yacen los restos de los soldados que murieron durante la Guerra, el Cristo por la Paz, una trinchera, un monumento al Coronel Pedro Lagos y otro a un soldado desconocido. A los pies del Morro es posible hallar el Museo de Sitio Colón 10, en donde se encuentran las momias de la cultura chinchorro, conocidas por ser las más antiguas del mundo.

## Estructuras y Edificios

### Museo Histórico y de Armas de Arica
En la explanada, está el Museo Histórico y de Armas de Arica, en cuyos lejanos hay tres fuertes. Allí se desarrolló la batalla de Arica el 7 de junio de 1880, en el marco de la Guerra del Pacífico, que selló su ocupación por parte de Chile y su posterior anexión a territorio chileno, la que se oficializó mediante el Tratado de Lima en 1929.

### Cristo de la Concordia
Situado en la cima del morro, es una estatua monumental de Jesucristo con sus brazos alzados y las manos abiertas, cuyo peso total es de 15 toneladas. Llegó en piezas desde España en 1987, siendo armado en Chile; permaneció boca abajo desde esa fecha en el Regimiento Ingenieros Nº6 Fuerte Azapa, en la ciudad de Arica. Su diseñador fue Raúl Valdivieso, cuyo diseño original era una figura de bronce de 30 cm. El tamaño actual lo esculpió Zemlika Valdivieso. La estructura donde está colocado, tiene una forma piramidal de hormigón armado de 1,6 m de espesor. La estructura se fija a esta base mediante 32 pernos de acero. Recibe el empuje del viento equivalente a 100 toneladas, por la altura de la cima en el morro de Arica. Fue inaugurado el martes 7 de marzo de 2000, fecha en que los ministros de Relaciones Exteriores de Chile y Perú, Juan Gabriel Valdés y Fernando de Trazegnies respectivamente, lo inauguraron en cumplimiento al artículo undécimo del Tratado de 1929.

## Galería

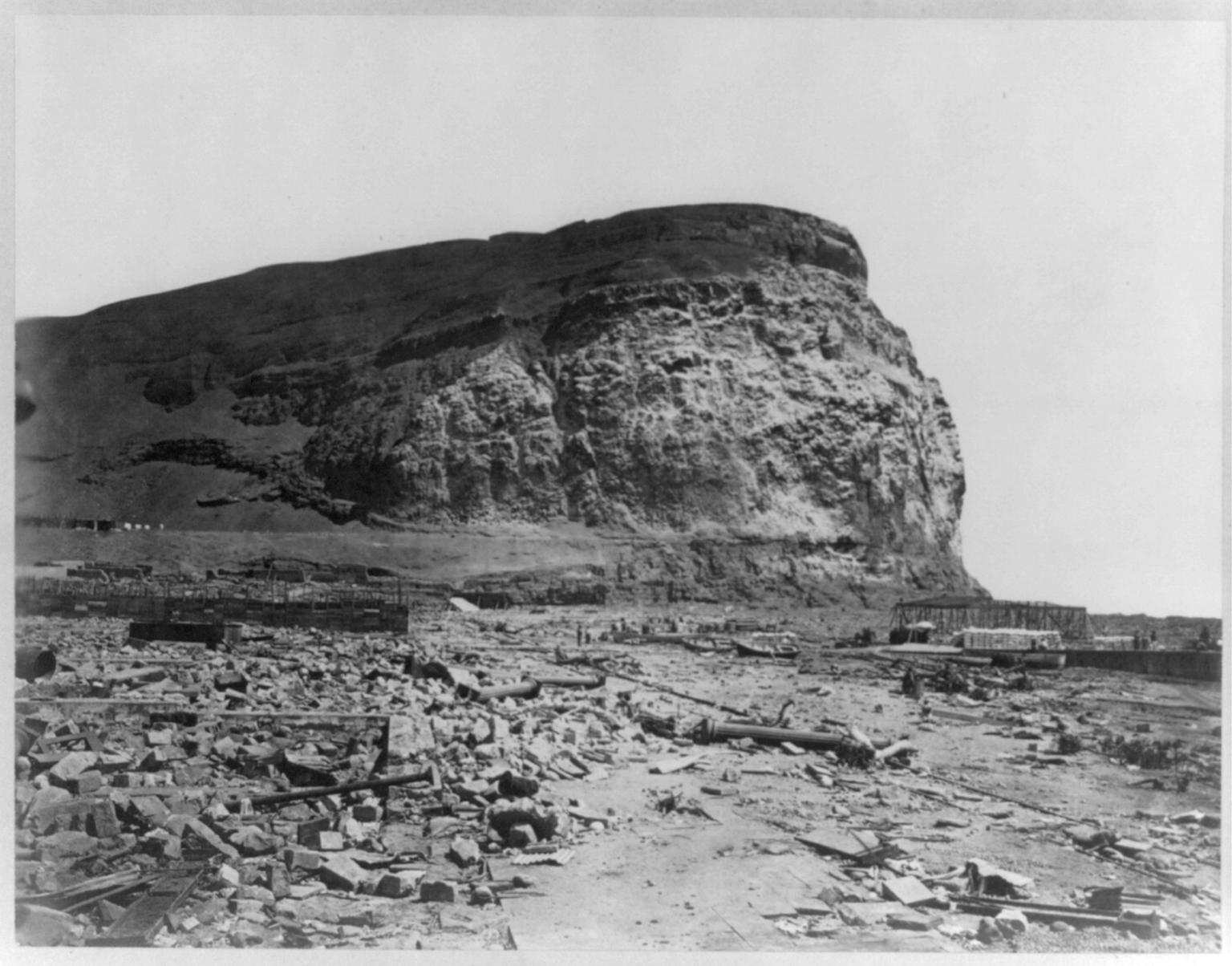
El morro tras el terremoto de 1868
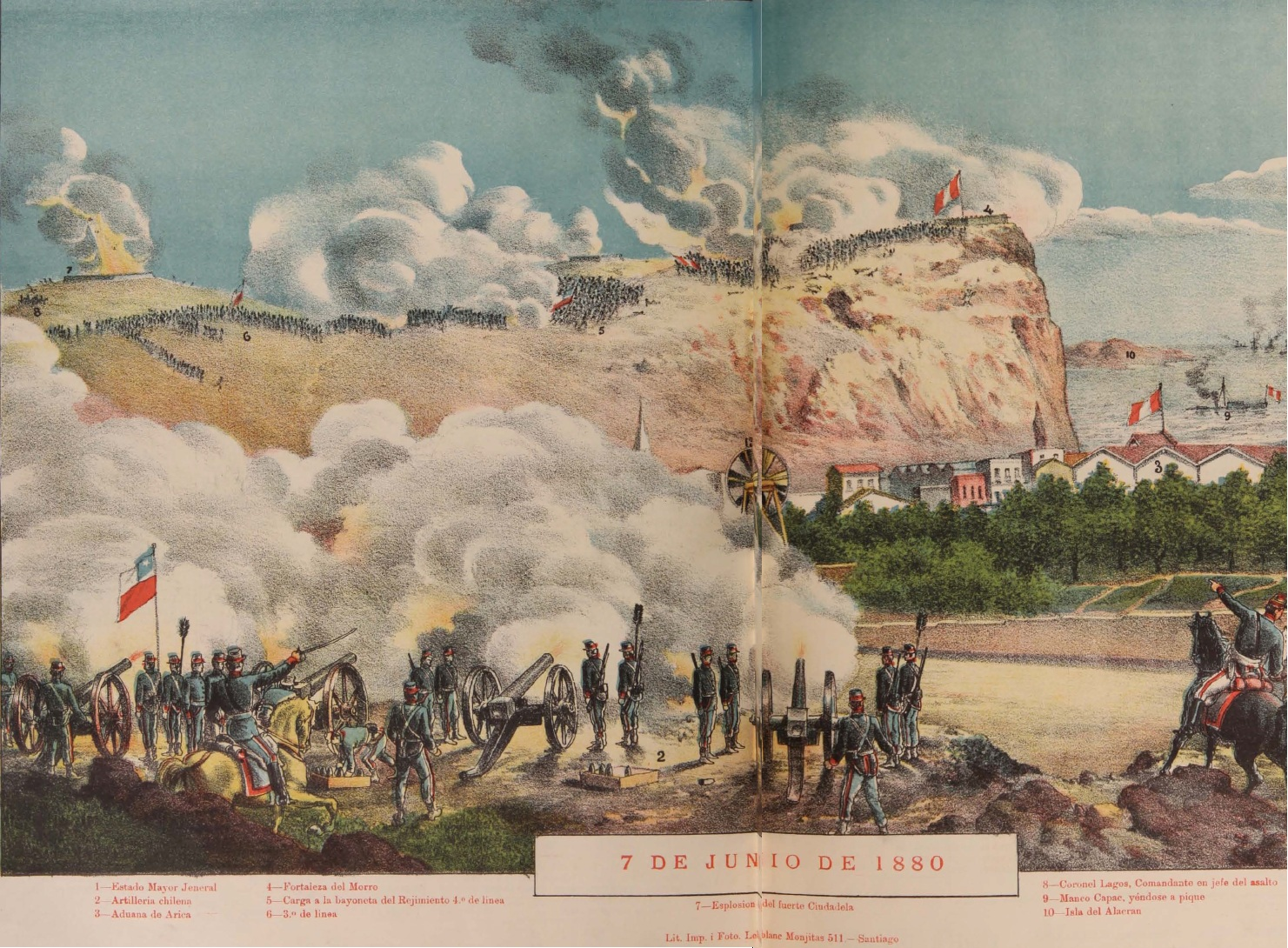
El morro durante la batalla de Arica en 1880
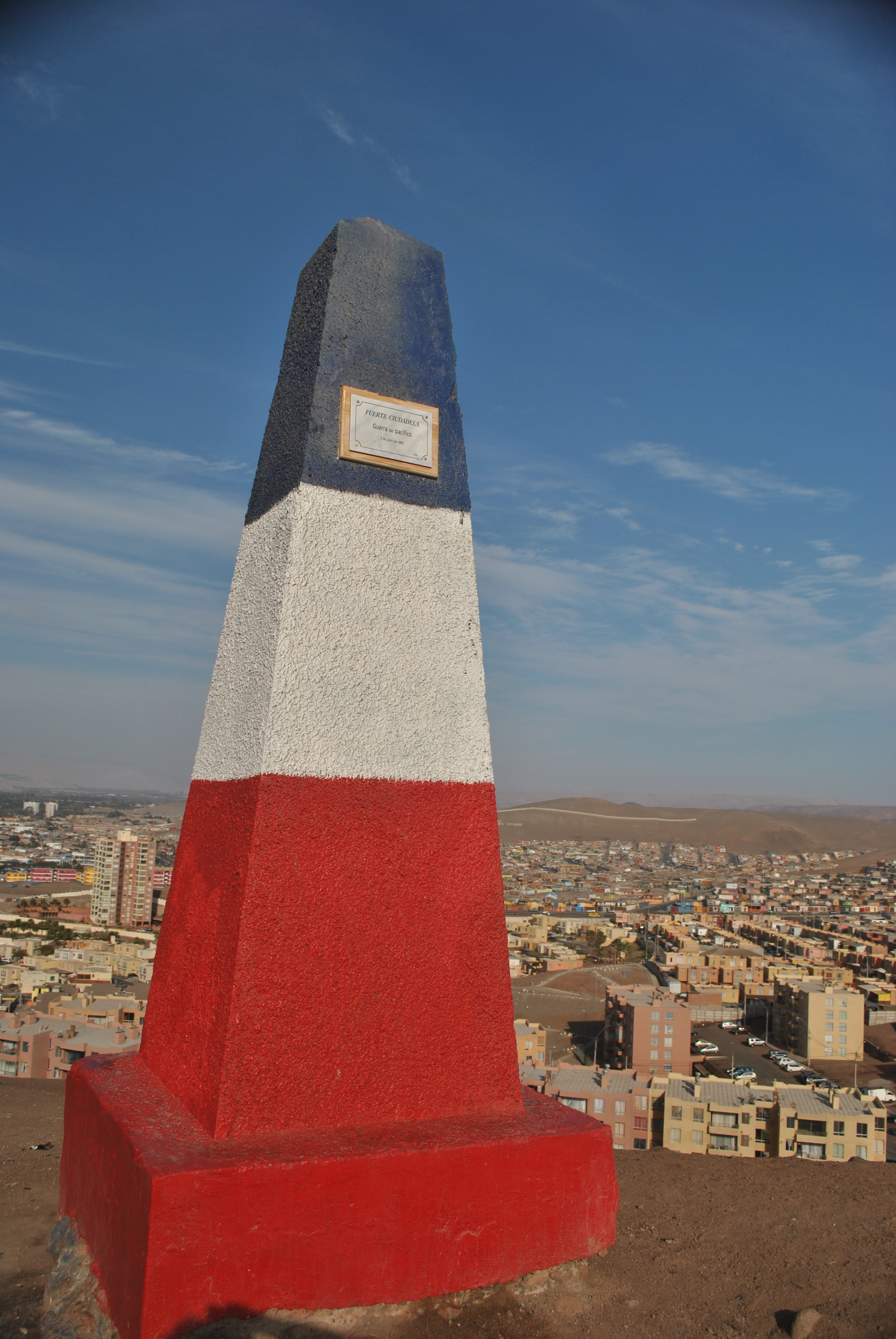
Monolito del Fuerte Ciudadela
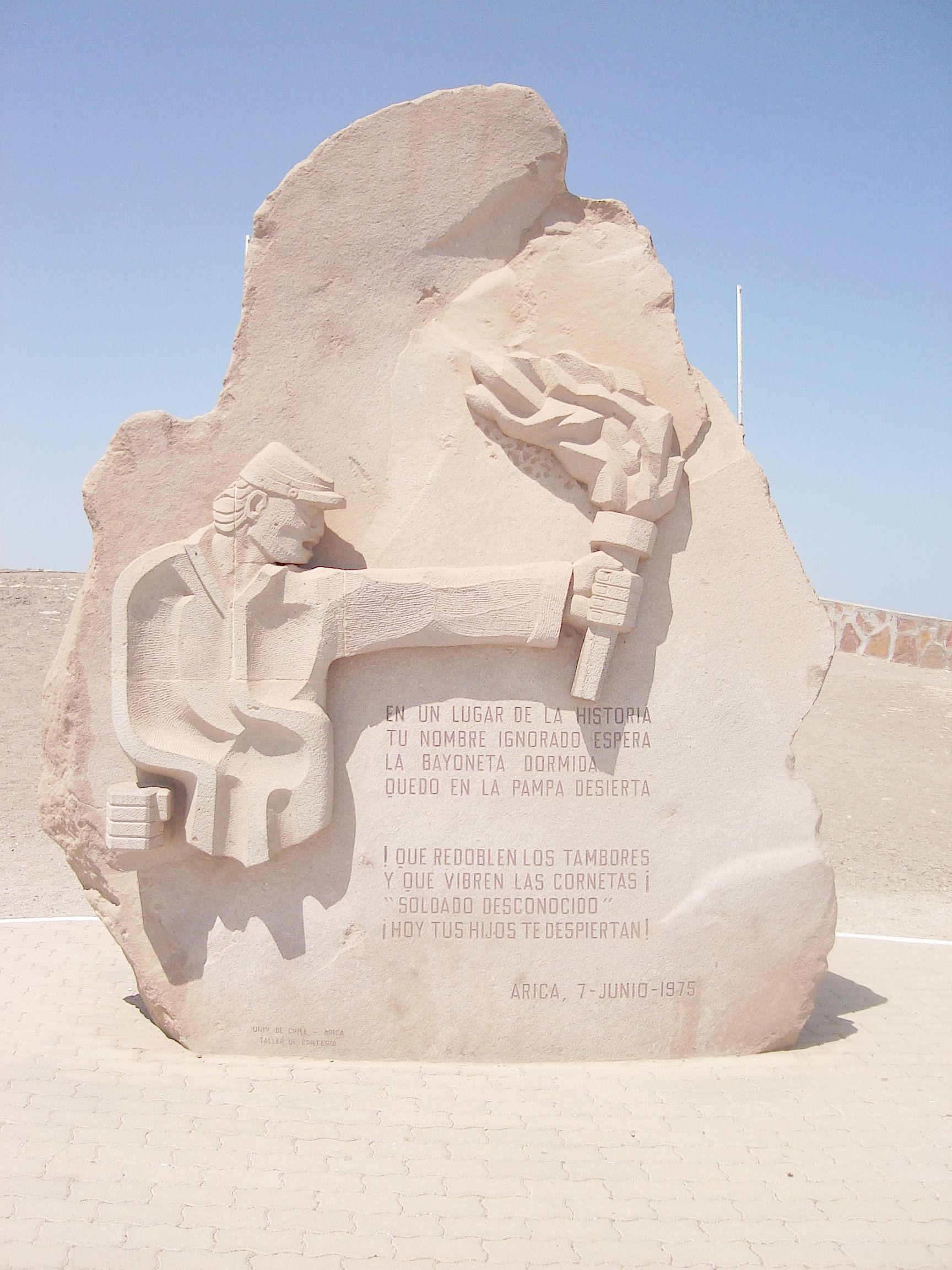
Monumento al soldado desconocido
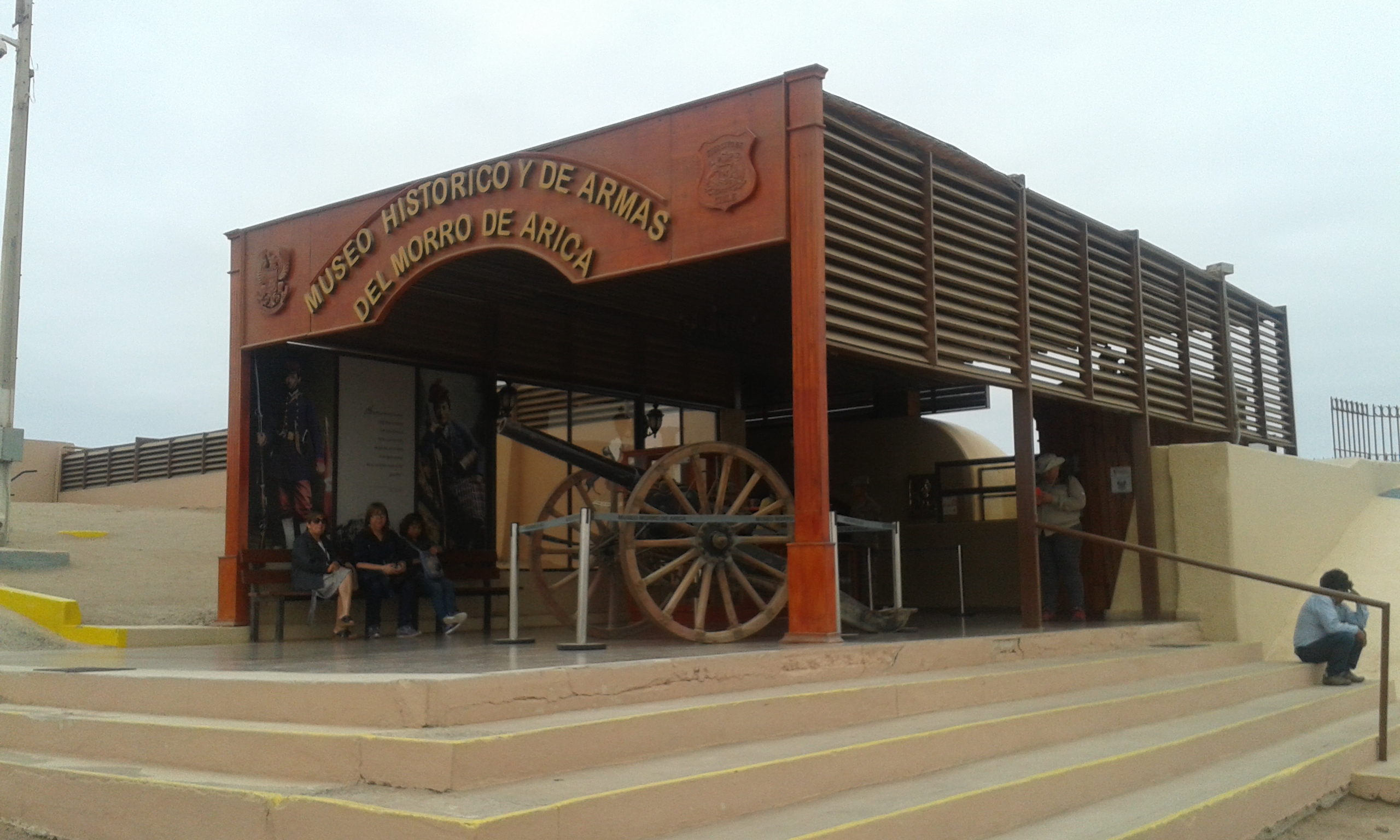
Museo Histórico y de Armas de Arica
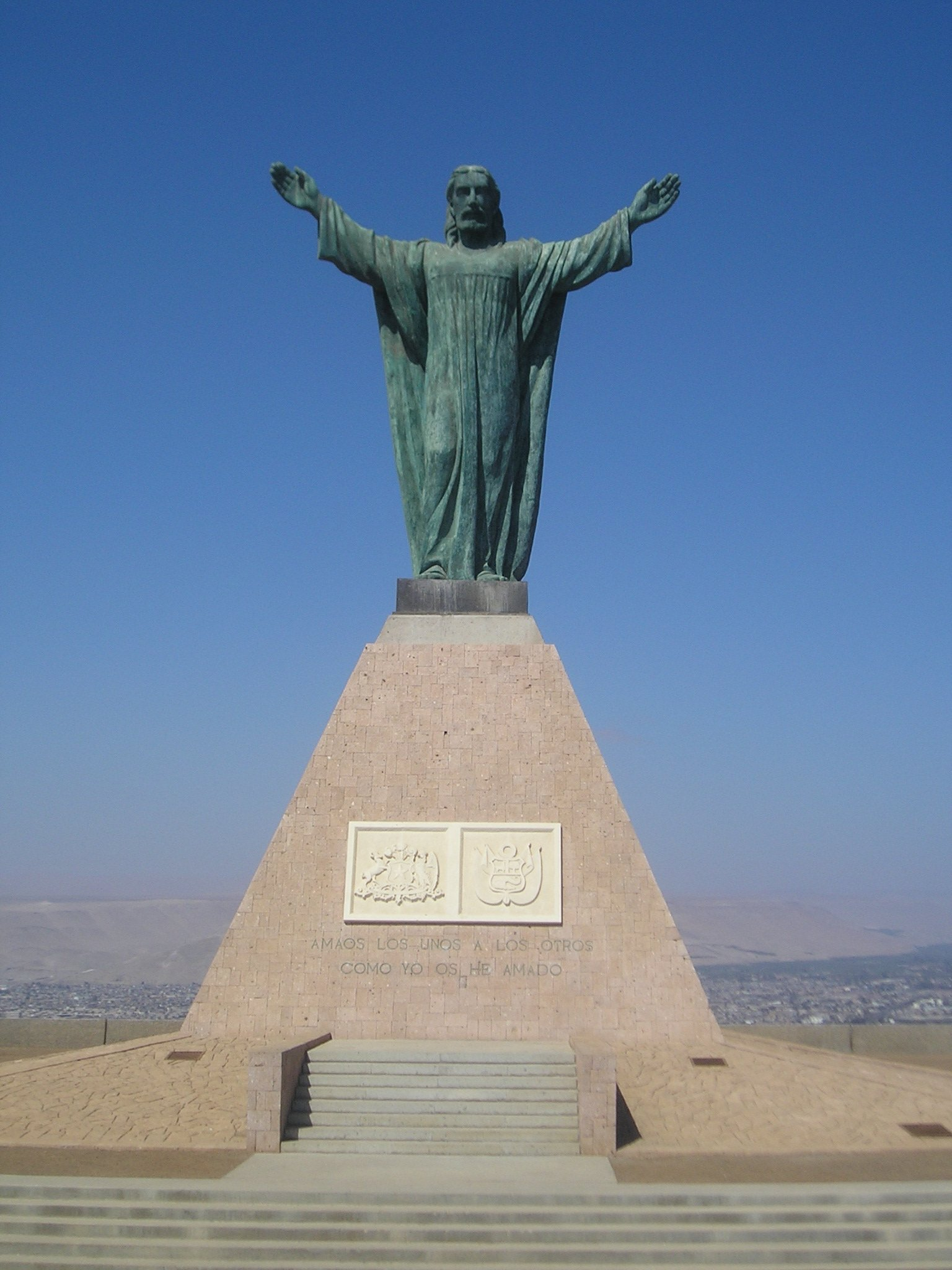
Cristo de la Paz del Morro.